# Вікторас Пранцкетіс
Вікторас Пранцкетіс (лит. Viktoras Pranckietis; нар. 26 червня 1958, село Рутяляй Кельмеський район, Литва) — литовський агроном, доктор біомедичних наук (1998), професор (2016), декан факультету агрономії Університету Олександра Стульгінскіса (2008), член ради і сенату університету; політичний і громадський діяч Литви, член Ради самоуправління Каунаського району (2015), 23-й голова Сейму Литовської Республіки (2016—2020).

## Життєпис
1965 — навчався у середній школі і містечку Тітувенай, з 1973 навчався у Тітуванайському сільськогосподарському технікумі.
1976—1977 — працював агрономом у Тітуванському садоводстві.
1977—1982 навчався у Литовській Академії сільського господарства, де отримав кваліфікацію вченого агронома.
1984—1986 відбував примусову повинність у лавах більшовицької армії.
Працював асистентом в Академії сільського господарства (1986—1991), у 1988—1991 був продеканом факультету академії, у 1991—1998 — старший асистент в Академії сільського господарства, яка у 1996 перетворена на Університет сільського господарства імені Олександра Стульгінскаса.
1998 — екстерном захистив докторську дисертацію з біомедицини.
2006—2008 — завідувач катедрою садівництва та овочівництва, з 2008 — декан факультету агрономії.
1998—2016 — доцент, з 2016 професор.
З 1999 — займався фермерством — садівництвом. Стажувався в університетах, наукових закладах та фірмах США, Швеції, Польщі, Німеччини, Голландії. Автор наукових книжок, підручників, статей.
З 1983 одружений, дружина Ірена Пранцкетене — доцент, доктор біомедичних наук; діти Вайдотас (народ. 1984), Вікторія (народ. 1987), Моніка.
Володіє англійською, німецькою, польською мовами.

## Політична кар'єра
Від 2014 — член ради правління Союзу селян і зелених, заступник голови.
2015 — був обраний до Ради самоуправління Каунаського району. На Парламентських виборах у Литві у жовтні 2016 був обраний в одномандатній окрузі до Сейму Литви. 14 жовтня 2016 був обраний головою Сейму, отримавши 93 депутатських голоси (його конкурент Еугеніюс Гентвілас зібрав 36 голосів).